# Tour des Alpes-Maritimes et du Var
Die Tour des Alpes-Maritimes et du Var (bis 2019: Tour du Haut Var bzw. Tour Cycliste International du Haut Var) ist ein französisches Straßenradrennen.
Der seit 2009 als Etappenrennen mit zwei Etappen ausgetragene Wettbewerb hat seinen Termin für gewöhnlich Mitte Februar und findet in der französischen Region Provence-Alpes-Côte d’Azur statt, ursprünglich im Département Var. Die Tour du Haut-Var, die eines der frühesten französischen Rennen in jeder Saison ist, wurde von ihrer ersten Austragung im Jahr 1969 bis einschließlich 2008 (Ausnahme: 1987) als Eintagesrennen durchgeführt. Seit Einführung der UCI Europe Tour im Jahre 2005 ist das Rennen Teil dieser Rennserie und in die Kategorie 2.1 eingestuft. Der Kurs ist sehr selektiv, da er mit einigen Anstiegen versehen ist, teilweise mit mehr als 10 Prozent Steigung. Die Tour du Haut-Var war außerdem von 1992 bis 2008 ein Teil des Coupe de France, einer Rennserie von französischen Eintagesrennen. Rekordsieger ist Joop Zoetemelk, der das Rennen dreimal als Eintagesrennen für sich entscheiden konnte. Arthur Vichot gewann es als Etappenrennen dreimal.
Im Laufe ihrer Geschichte trug die Tour verschiedene Namen: von 1969 bis 1974 hieß sie Nice-Seillans, 1975 Draguignan-Seillans, 1976 Seillans-Draguignan, 1977 bis 1981 Seillans-Draguignan (Tour du Haut-Var), und von 1982 bis 2019 Tour du Haut-Var.

## Palmarès
| Jahr | Sieger                 | Zweiter                | Dritter                |
| ---- | ---------------------- | ---------------------- | ---------------------- |
| 1969 | Raymond Poulidor       | Willy Monty            | Albert Van Vlierberghe |
| 1970 | René Grelin            | Wladimiro Panizza      | Roberto Poggiali       |
| 1971 | Désiré Letort          | Bernard Labourdette    | Jean-Pierre Parenteau  |
| 1972 | Frans Verbeeck         | Jean-Claude Genty      | Pierre Rivory          |
| 1973 | Joop Zoetemelk         | Roger Rosiers          | Luis Ocaña             |
| 1974 | Gerben Karstens        | Georges Talbourdet     | José Catieau           |
| 1975 | Raymond Delisle        | Miguel María Lasa      | Patrick Perret         |
| 1976 | Frans Verbeeck         | Jan Raas               | André Chalmel          |
| 1977 | Bernard Thévenet       | Henk Lubberding        | Johan De Muynck        |
| 1978 | Freddy Maertens        | Joop Zoetemelk         | Jean-Luc Vandenbroucke |
| 1979 | Joop Zoetemelk         | Jean Chassang          | Jean-René Bernaudeau   |
| 1980 | Pascal Simon           | Sean Kelly             | Guy Sibille            |
| 1981 | Jacques Bossis         | Francis Castaing       | Jean-Luc Vandenbroucke |
| 1982 | Sean Kelly             | Francis Castaing       | Paul Sherwen           |
| 1983 | Joop Zoetemelk         | Stephen Roche          | Kim Andersen           |
| 1984 | Éric Caritoux          | Robert Millar          | Pascal Simon           |
| 1985 | Charly Mottet          | Éric Caritoux          | Steve Bauer            |
| 1986 | Pascal Simon           | Marc Madiot            | Dag Otto Lauritzen     |
| 1987 | Rolf Gölz              | Ronan Pensec           | Martin Earley          |
| 1988 | Luc Roosen             | Sean Kelly             | Etienne De Wilde       |
| 1989 | Gérard Rué             | Roland Le Clerc        | Luc Roosen             |
| 1990 | Luc Leblanc            | Claude Criquielion     | Alberto Elli           |
| 1991 | Éric Caritoux          | Etienne De Wilde       | Willem Van Eynde       |
| 1992 | Gérard Rué             | Fabian Jeker           | Frédéric Moncassin     |
| 1993 | Thierry Claveyrolat    | Fabian Jeker           | Gérard Guazzini        |
| 1994 | Laurent Brochard       | Eddy Seigneur          | Ronan Pensec           |
| 1995 | Marco Lietti           | Luca Scinto            | Giuseppe Guerini       |
| 1996 | Bruno Boscardin        | Léon van Bon           | Tristan Hoffman        |
| 1997 | Rodolfo Massi          | Richard Virenque       | Laurent Jalabert       |
| 1998 | Laurent Jalabert       | Pascal Chanteur        | Emmanuel Magnien       |
| 1999 | Davide Rebellin        | Beat Zberg             | Christophe Bassons     |
| 2000 | Daniele Nardello       | Andrei Kiwiljow        | Davide Rebellin        |
| 2001 | Daniele Nardello       | Nicolai Bo Larsen      | Davide Rebellin        |
| 2002 | Laurent Jalabert       | Alekszandr Vinokurov   | Robbie McEwen          |
| 2003 | Sylvain Chavanel       | Samuel Sánchez         | Andrei Kiwiljow        |
| 2004 | Marc Lotz              | Dmitri Fofonow         | Stijn Devolder         |
| 2005 | Philippe Gilbert       | Ruggero Marzoli        | Cédric Vasseur         |
| 2006 | Leonardo Bertagnolli   | Pietro Caucchioli      | Jurgen Van De Walle    |
| 2007 | Filippo Pozzato        | Simon Gerrans          | Ricardo Serrano        |
| 2008 | Davide Rebellin        | Rinaldo Nocentini      | Alexander Botscharow   |
| 2009 | Thomas Voeckler        | David Moncoutié        | Jussi Veikkanen        |
| 2010 | Christophe Le Mével    | Bert De Waele          | Julien El-Farès        |
| 2011 | Thomas Voeckler        | Julien Antomarchi      | Rinaldo Nocentini      |
| 2012 | Jonathan Tiernan-Locke | Julien El-Farès        | Julien Simon           |
| 2013 | Arthur Vichot          | Lars Boom              | Laurens ten Dam        |
| 2014 | Carlos Betancur        | Samuel Dumoulin        | Amaël Moinard          |
| 2015 | Ben Gastauer           | Philippe Gilbert       | Jonathan Hivert        |
| 2016 | Arthur Vichot          | Jesús Herrada          | Diego Ulissi           |
| 2017 | Arthur Vichot          | Julien Simon           | Romain Hardy           |
| 2018 | Jonathan Hivert        | Alexis Vuillermoz      | Rudy Molard            |
| 2019 | Thibaut Pinot          | Romain Bardet          | Hugh Carthy            |
| 2020 | Nairo Quintana         | Romain Bardet          | Richie Porte           |
| 2021 | Gianluca Brambilla     | Michael Woods          | Bauke Mollema          |
| 2022 | Nairo Quintana         | Tim Wellens            | Guillaume Martin       |
| 2023 | Kévin Vauquelin        | Aurélien Paret-Peintre | Neilson Powless        |
| 2024 | Benoît Cosnefroy       | Vincenzo Albanese      | Aurélien Paret-Peintre |
| 2025 | Christian Scaroni      | Santiago Buitrago      | Lenny Martinez         |